# Спасяване на Чесна 188 в Тихия океан
На 22 декември 1978 година лекият самолет „Чесна“, модел 188, пилотиран от Джей Прочноу, се загубва над Тихия океан.
Единственият самолет наоколо, който имал възможността да окаже съдействие, се оказва пътническият DC-10 на Новозеландските авиолинии. След няколкочасово търсене екипът на новозеландския самолет успява да открие загубилия се „Чесна 188“ и да помогне за неговото приземяване на австралийския остров Норфолк.

## Ход на инцидента

### Първи ден
На 21 декември 1978 г. Джей Прочноу, оттеглил се от Военноморския флот на САЩ опитен пилот, има задачата да достави „Чесна 188“ от Съединените щати в Австралия. В друг самолет, също „Чесна 188“, го съпътства негов колега. Дългото пътуване на тези леки самолети по план трябва да премине през 4 етапа. Сутринта на 21-ви и двамата излитат от летище Паго Паго, Източна Самоа. Съпътникът на Прочноу не излита успешно и претърпява катастрофа, но се отървава без сериозни наранявания. Прочноу се приземява, за да помогне на колегата си, а на другия ден заминава за о-в Норфолк.

### Втори ден
Очаквайки, че вече е достигнал крайната цел, Прочноу не успява да намери острова и уведомява Окландския център за контрол на въздушния трафик за станалото. Продължава да търси о. Норфолк, но по-късно разбира, че не функционира бордовият радиолокационен пеленгатор. Отново информирал Окландския център, но този път обявява аварийна ситуация.
Единственият в близост до селскостопанския „Чесна“ е новозеландският DC-10, пътуващ по полет 103 от Фиджи към Окланд. На борда му има 88 души. Капитан е Олуин Гордън Вет, полетен инженер – Гордън Брукс, първи офицер – Артур Дови. Вет знае, че ако не опитат да помогнат, Прочноу почти сигурно ще загине. Освен че Г. Вет е навигатор, има и пътник с навигаторски умения, готов да помогне – Малкъм Фортсит. DC-10 не разполагал с радар, което автоматично означава, че ще трябва да търсят друг начин.
Гордън Вет се възползва от залязващото слънце, за да открие местоположението на „Чесна 188“. По-късно осъществява контакт чрез високочестотен радиопредавател (VHF) с обхват 200 морски мили (около 370 км). Екипажът решава самолетът да изпусне диря, за да може Прочноу да я забележи, но това отпада като вариант поради лошите метеорологични условия. Брукс се досетил, че изпускането на диря може да стане възможно чрез „изхвърляне“ на гориво. Имайки предвид, че търсенето става все по-безнадеждно, а възможностите – пред изчерпване, решават да го направят. Вече става късно и тъмно и Джей Прочноу не забелязва дирята. Вет моли всички пътници да гледат през прозорците, а малка група кани в самолетната кабина.
Става още по-тъмно и именно това е причината Прочноу да обмисли „приводняване“, но капитанът на големия самолет не се отказва. Екипът на DC-10 отново решава да опита да определи координатите на „Чесна 188“, този път възползвайки се от точния момент на залез. Друг вид търсене изисква Прочноу да се върти в кръг, преминавайки във и извън VHF обхвата – това отнема около 1 час. Минути по-късно включват т. нар. „стробо-светлини“. Прочноу съобщава, че ги е видял, но всъщност това били светлините на нефтената платформа „Пенрод“, теглена от Нова Зеландия към Сингапур. Това дава представа за координатите на малкия „Чесна“ и екипажът на DC-10 установява точните му координати.
На селскостопанския самолет не остава много гориво, но се оказва достатъчно, за да бъде приземен на о. Норфолк. След продължилия 23 часа и 5 мин. презокеански полет пилотът Джей Прочноу успешно приземява своя самолет на Норфолкското летище.

## След инцидента
Екипът на DC-10 е награден от тогавашната самолетна компания „МакДонъл Дъглас“ със сертификат за „най-високите стандарти на съчувстие, преценка и професионализъм“.
Полетният инженер Гордън Брукс загива в полет 901 на Новозеландските авиолинии, където е пак полетен инженер. Капитанът Гордън Вет издава книга, описваща катастрофата на връх Еребус на 28 ноември 1979 г., отнела живота на 257 души, сред които е именно Брукс.

## Филм за инцидента
Инцидентът е драматизиран през 1993 г. в американския филм „Милосърдна мисия: Спасението на полет 771“. В главните роли са Скот Бакула в ролята на Джей и Робърт Лоджия в ролята на Гордън Вет.
Има няколко отлики на филма спрямо действителния случай:
- фамилното име на Джей е Паркинс, а не Прочноу, вторият пилот е Ръс Ман, а полетният инженер – Уорън Банкс, който е и втори навигатор (вместо Малкъм Фортсит);
- Джей напуска Паго Паго минути след неуспешното излитане на неговия колега, докато в действителност Прочноу заминава на другия ден;
- самолетът на Новозеландските авиолинии е „Боинг 767“, вместо DC-10, а и интериорът е на „Боинг 747“;
- филмът не включва появата на нефтената платформа, а пътниците забелязват самолета „Чесна“;
- Джей следва еърлайнера до Окланд, а не до остров Норфолк;
- добавена е дъждовна буря, а горивото е на свършване, за да бъде подсилен драматичният ефект.

|  | Уикипедия разполага с Портал:Авиация |